# ویتافون

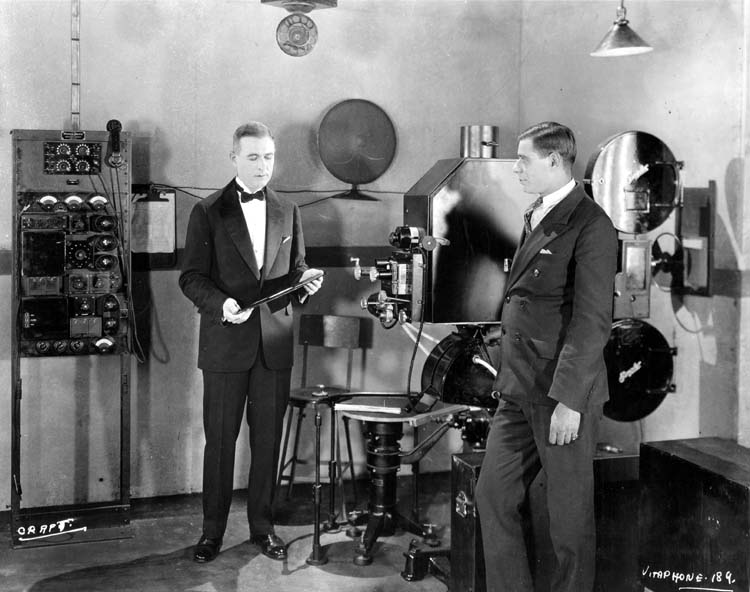
مهندس «کرافت» یک دیسک صدا را در دست دارد. پیش وی سیستم ویتافون را می‌بینید

 ویتافون  نام سیستم صداگذاری روی فیلم‌ها بود که توسط برادران وارنر و فرست نشنال ساخته شد. ویتافون همچنینی یکی از آخرین سیستم‌های آنالوگ ضبط صدا بر روی دیسک بود که از نظر اقتصادی موفقیت بسیاری کسب کرد. صداهای ضبط شده از این سیستم بر روی فیلم مستقیماً ضبط نمی‌شدند، بلکه روی یک دیسک جداگانه ضبط شده و در هنگام پخش فیلم، صدا را با نوعی گرامافون پخش می‌کردند.
نام ویتافون ریشه در ادبیات یونانی دارد، به معنای «صدا» و «جاندار».

## پروژه ویتافون
در سال ۱۹۹۱ عده‌ای از علاقه‌مندان و کلکسیونرهای ویتافون شروع به جمع‌آوری فیلم‌های بی‌صدا و دیسک صدای آنان کردند. برای جمع‌آوری این موارد، گاهی نیاز بود به دو نقطه مختلف دنیا سفر کنند. بعد از پیدا کردن صدا و تصویر، با استفاده از تکنولوژی های روز به قابلیت ادغام آنها و قابلیت پخش فیلم با صدا از پروژکتورهای عادی را فراهم می‌کردند.
تا به امروز این پروژه موفق به احیاء بیش از ۵۰ برنامه‌ی مختلف سال‌های ۱۹۲۰ شده است.